# Nicolas-Maximilien-Sidoine Séguier de Saint-Brisson
Pour les autres membres de la famille, voir Famille Séguier.
Nicolas-Maximilien-Sidoine Séguier, marquis de Saint-Brisson (7 décembre 1773 à Beauvais - 22 mai 1854 à Paris) est un préfet et homme de lettres français.

## Biographie
Nicolas-Maximilien-Sidoine Séguier de Saint-Brisson est le fils unique et posthume de Sidoine François Charles Seguier de Saint-Brisson, aide-major au régiment de Limousin-infanterie, auteur d'Ariste ou les charmes de l’honnêteté et de Philopenes, correspondant de Jean-Jacques Rousseau, et de son épouse Marie Anne Borel. Il est le neveu de Durand Borel de Brétizel.
Il émigre à la Révolution et s'engage dans l'armée de Condé en 1792.
D'opinion royaliste, il entra dans l'administration sous la Restauration et fut successivement nommé par le pouvoir royal préfet du Calvados en 1814, de la Somme en 1815, de la Meurthe en 1816, de la Côte-d'Or en 1821, de l'Orne en 1823 et de la Nièvre en 1830. Dévoué à Louis XVIII et Charles X, il rentra dans la vie privée à la suite de la révolution de juillet 1830.
Il est élu membre libre de l'Académie des inscriptions et belles-lettres le 21 octobre 1832. Il était également membre de l'Académie de Dijon et de la Société des antiquaires de Normandie.
Il épouse Sophie Fouquier, sœur de Louis Frédéric Fouquier-Long. Veuve, elle se remarie avec le général Eugène d'Argout.

## Publications
- De l'emploi des conjonctions suivies des modes conjonctifs dans la langue grecque (1814)
- Supplément à la dernière édition du Théâtre des Grecs par le P. Brumoy, ou Lettres critiques d'un professeur de l'Université sur la traduction des fragmens de Ménandre et de Philémon par M. Raoul-Rochette (1828)
- La philosophie du langage : exposée d'après Aristote (1838)
- Dissertation sur le fragment de Longin contenu dans la rhétorique d'Apsine, suivi de deux chapitres inédits de cette rhétorique (1838)
- Essai sur le polythéïsme (1840)
- La préparation évangelique (1846)
- Variæ lectiones et notæ ad Eusebii præparationem Evangelicam (1857)

Il fit également éditer en 1843 un ouvrage de rhétorique latine anonyme qu'on désigne sous le nom d'Art du discours politique ou d'Anonyme de
Séguier (Anonymus Seguerianus). Il s'agit d'une version abrégée datant du Ve siècle, la version originale datant du IIIe siècle est perdue bien qu'une grande partie soit citée dans un traité du Pseudo-Hermogène.

## Sources
- LH/2492/73, dossier de Légion d'honneur de Nicolas Maximilien Sidoine Seguier.